# Frances Wolseley, 2. Viscountess Wolseley
Frances Garnet Wolseley, 2. Viscountess Wolseley (* 15. September 1872 in Pimlico, London; † 24. Dezember 1936 in Culpepers, Ardingly, Sussex) war eine britische Adlige und Gartengestalterin bzw. Landschaftsarchitektin, die als Gründerin einer Gartenakademie und Buchautorin die Etablierung dieses Berufsbildes für Frauen vorantrieb.

## Leben
Frances Wolseley war das einzige Kind des britischen Feldmarschalls Garnet Joseph Wolseley, 1. Viscount Wolseley (1833–1913) aus dessen Ehe mit Louisa Erskine (1843–1920). Sie genoss eine private Schulbildung und wurde bei Hofe eingeführt, lehnte aber eine Heirat und die Konventionen ihrer gehobenen gesellschaftlichen Herkunft ab zugunsten einer gärtnerischen Ausbildung. 1899 bezog die Familie Trevor House in Glynde, wo Frances Wolseley ihren gärtnerischen und landschaftlichen Interessen nachgehen konnte. Mit ihrer 1902 gegründeten Gartenakademie zog sie fünf Jahre später auf das Anwesen Ragged Lands außerhalb der Ortschaft. Beim Tod ihres Vaters erbte sie 1913, aufgrund einer besonderen Erbregelung, dessen Adelstitel als 2. Viscount Wolseley und übersiedelte mit ihrer Mutter nach Massets Place nahe Lindfield in West Sussex. Nach dem Tod ihrer Mutter zog sie 1920 nach Culpepers, Ardingly, West Sussex, wo sie 1936 nach langer Krankheit starb. Nahe ihrem früheren Wohnort, in St. Andrew’s, Beddingham, East Sussex wurde sie beigesetzt. Da sie unverheiratet und kinderlos war, erlosch der Viscounttitel mit ihrem Tod.

## Schaffen
In Trevor House, Glynde, East Sussex begann Frances Wolseley 1902 Kurse in Gartenbau und Gartengestaltung für junge Frauen anzubieten. Fünf Jahre später verlegte sie ihr Glynde College for Lady Gardeners aus Platzgründen aus dem heimischen Garten auf das 2 ha große Anwesen Ragged Lands außerhalb von Glynde. Das College bot zweijährige Ausbildungsgänge an, über die die Fachzeitschrift Country Life im November 1909 berichtete. Es soll unter der Schirmherrschaft von bekannten Gartenarchitekten wie Gertrude Jekyll, Ellen Willmott und William Robinson gestanden haben. Bis 1918 führte Frances Wolseley das College, später wurde es bis 1933 von Nachfolgerinnen weitergeführt.

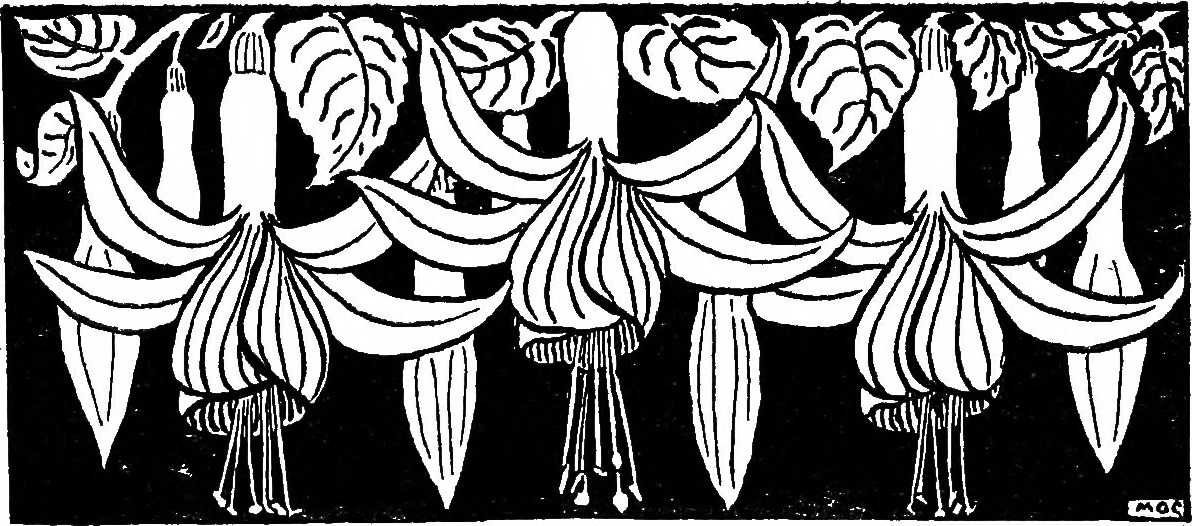
Aus Frances Wolseleys Buch „Gardens, their form an design“ (1919)

Nach und nach verschob sich Frances Wolseleys Interesse vom täglichen Management des Kollegs hin zur Förderung des Berufsbildes der Gartengestaltung für Frauen. 1908 erschien ihr erstes Buch, Gardening for Women, über Möglichkeiten, wie Frauen die ländliche Wirtschaft durch Gartenbau stärken könnten. In dieser Zeit bereiste sie Gärten und Gartenakademien in England, Kanada und Südafrika. 1913 wurde sie in die Livery Company der Worshipful Company of Gardeners of the City of London (Berufsverband der Gärtner) aufgenommen. 1916 erschien ihr wichtigstes Buch, Women on the Land, über die Organisation von Kleinbetrieben und Marktkooperativen, Fraueninstitute und Gartenbau als Unterrichtsfach für Schulen. Zu ihren weiteren Titeln gehörten In a College Garden (1916) über die Arbeit des Kollegs und Gardens, their Form and Design (1919), das ein Jahrzehnt später mit zur Entstehung der Landschaftsarchitektur als Disziplin beitrug. Ihre späteren Arbeiten befassten sich hauptsächlich mit regionaler Architektur und Geschichte.
Frances Wolseley vermachte ihren Nachlass der Hove Corporation und stellte Mittel für die Verbesserung der Bibliothek und die Einrichtung eines Wolseley-Zimmers zur Verfügung. Das Material wird in den Sondersammlungen der Bibliothek Hove aufbewahrt. 1939 erschien ihre Biographie The Wolseley Heritage von Marjory Pegram.